# Aleksander Falewicz
Aleksander Falewicz herbu Pobóg (ur. 30 października 1824, zm. 21 lipca 1882) – polski inżynier dróg i mostów działający na terenie Rosji.

## Życie
Absolwent Instytutu Korpusu Inżynierów Komunikacji w Petersburgu (1843). Jako pomocnik Stanisława Kierbedzia (1810–1899) uczestniczył w latach 1842–1850 w budowie pierwszej stałej przeprawy przez Newę łączącą centralną część Petersburga z Wyspą Wasilewską – Mostu Błagowieszczeńskiego w Petersburgu. W latach 1865–1870 był zastępcą kierownika budowy linii kolejowej Moskwa–Kursk – pułkownika Walerego Semiczewa.
Od Stanisława Gawrońskiego zakupił majątek Marwa pod Kownem, gdzie osiadł jako generał major na emeryturze. Majątek ten odziedziczyła jego córka Helena wraz z mężem, po 1920 został skonfiskowany przez władze litewskie.
Został pochowany na cmentarzu Bernardyńskim w Wilnie (kwatera II).

## Życie prywatne
Syn ziemianina Jana. Od 1850 mąż Kamilli z Haciskich (1833–1917). Mieli córki: Kamilę (1855–1921) żonę Stanisława Żylińskiego (1842–1914), Aleksandrę (1859–1911) żonę Ksawerego Puzyny (1846–1911) i Helenę (1864–1944) żonę Wojciecha Falewicza (1863–1935).